# Władysław Bychowiec
Władysław Bychowiec herbu Mogiła – sędzia ziemski wołkowyski w 1746 roku, podczaszy miński w 1715 roku.
Był posłem województwa nowogródzkiego na sejm konwokacyjny 1764 roku. 